# Leptogaster basalis
Leptogaster basalis är en tvåvingeart som beskrevs av Walker 1855. Leptogaster basalis ingår i släktet Leptogaster och familjen rovflugor. Inga underarter finns listade i Catalogue of Life.